# Icloud
Icloud, av Apple skrivet iCloud, är Apples molnbaserade tjänst som lanserades i juni år 2011. Icloud är en efterföljare till den något utgångna molnbaserade tjänsten Mobileme som även den skapades av Apple. Man får med en e-postadress och kan synkronisera sina bilder, filmer och andra filer mellan datorer och IOS-enheter.